# Nesseby község
Nesseby (számiul Unjárga, finnül Uusniemi is) község Norvégiában, Finnmark megyében. Adminisztratív központja Varangerbotn falu.
1846. január 1-jén alakult meg a község Vadsø, Berlevåg, Polmak és Tana egy részéből. Tana és Berlevåg 1864. január 1-jén kivált, így alakult meg Tana község. Polmak 1903. január 1-jén vált ki.

## Történelem
1989 a község hivatalos neve Nesseby volt, utána Unjárga-Nesseby-re változtatták. Ez volt a második norvég település, amelyik számi nevet kapott. 2005-ben újra megváltozott a neve, jelenleg mind az Unjárga, mind a Nesseby név használható.
A községet egy régi, azóta eltűnt farmról nevezték el. A norvég név első tagja, a nes "földnyelv"-et jelent, a by "falut". A számi névben az u- jelentése ismeretlen, a njárga ugyancsak "földnyelv"-et jelent.

## Kultúra
A község lakosainak nagy része (71%) számi anyanyelvű, a nyelvet első nyelvként az iskolában is oktatják. A norvégiai Számi parlament kulturális tagozata a községben székel, itt található a Várjjat Számi Múzeum is. Itt született Isak Saba is, a számi himnusz írója, itt található a róla elnevezett Isak Saba Központ is. Isak Saba volt ezen kívül a norvég parlament első számi képviselője.

### Külső hivatkozások
- http://www.nesseby.kommune.no/ Hivatalos honlap
- http://www.varjjat.org/ Várjjat Számi Múzeum
- http://www.isaksaba.no/ Isak Saba Központ

1. ↑  84
2. ↑  Alders- og kjønnsfordeling i kommuner, fylker og hele landets befolkning (K) 1986 - 2025. Statistics Norway, 2025. február 25.